# Stadtkirche Rotenburg (Wümme)
Koordinaten: 53° 6′ 33,4″ N, 9° 24′ 20,5″ O
Die Stadtkirche ist eine evangelisch-lutherische Gemeindekirche im Stadtzentrum der niedersächsischen Kreisstadt Rotenburg (Wümme). Sie war bis 1945 der einzige evangelische Kirchenbau der Stadt, der einer Kirchengemeinde als Predigtstätte diente, und war damit die Stadt-Kirche des Ortes. Kunsthistorisch stellt die Kirche einen bedeutenden Vertreter der neugotischen Architektur in Niedersachsen dar. Sie war bis 1960 von einem Kirchhof mit Mauer und kunstvollen Eisentoren umgeben.

## Geschichte
An der Stelle einer Vorgängerkirche wurde 1860 bis 1862 wegen der steigenden Einwohnerzahl und der Baufälligkeit des damaligen Kirchengebäudes der heutige Bau nach Plänen des Architekten Ernst Klingenberg errichtet. Aus Kostengründen blieb von der vorherigen Kirche der barocke Glockenturm des Jahres 1752 erhalten. Anfang der 1930er Jahre wurden das Innere durch den Einbau einer Sängerempore unterhalb der Orgelempore und der Außenbau durch Beseitigung zahlreicher neugotischer Architekturteile verändert. 1962 erhielt das Innere eine neue Farbgebung; eine moderne Kanzel wurde aufgestellt. 2002 hat die Gemeinde dem Raum seine historische Farbgebung zurückgegeben.
Bis 1945 umfasste die Stadt-Kirchengemeinde das gesamte Gebiet der Stadt Rotenburg, deren Einwohner damals zu über 92 Prozent evangelisch waren. Erst ab 1964 wurde das Gemeindegebiet der Stadtkirche durch Gründung und Abtrennung neuer Kirchengemeinden verkleinert. Die Stadtkirchengemeinde gehört zum Kirchenkreis Rotenburg in der Evangelisch-lutherischen Landeskirche Hannovers.

## Bau

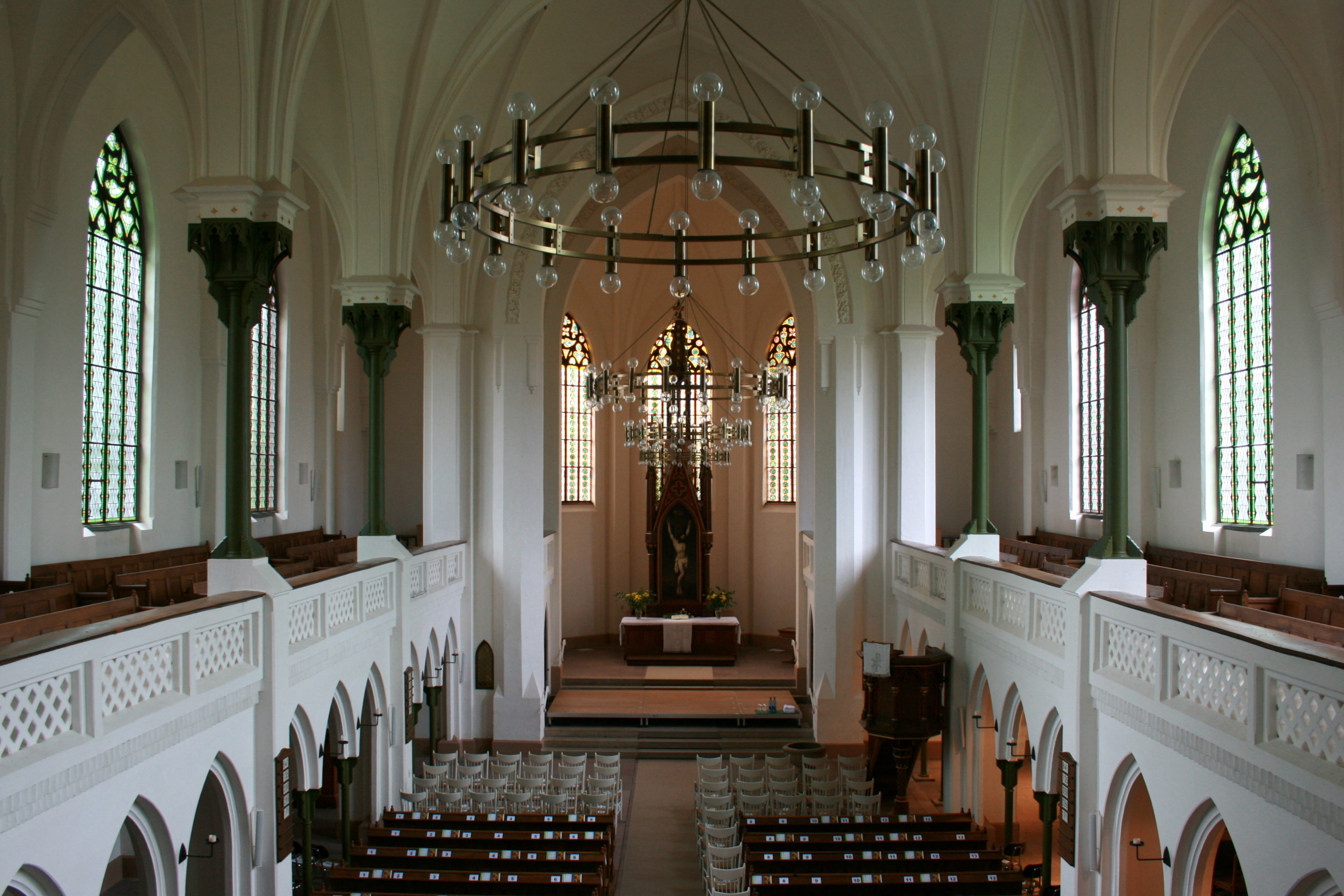
Blick von der Orgel zum Altar

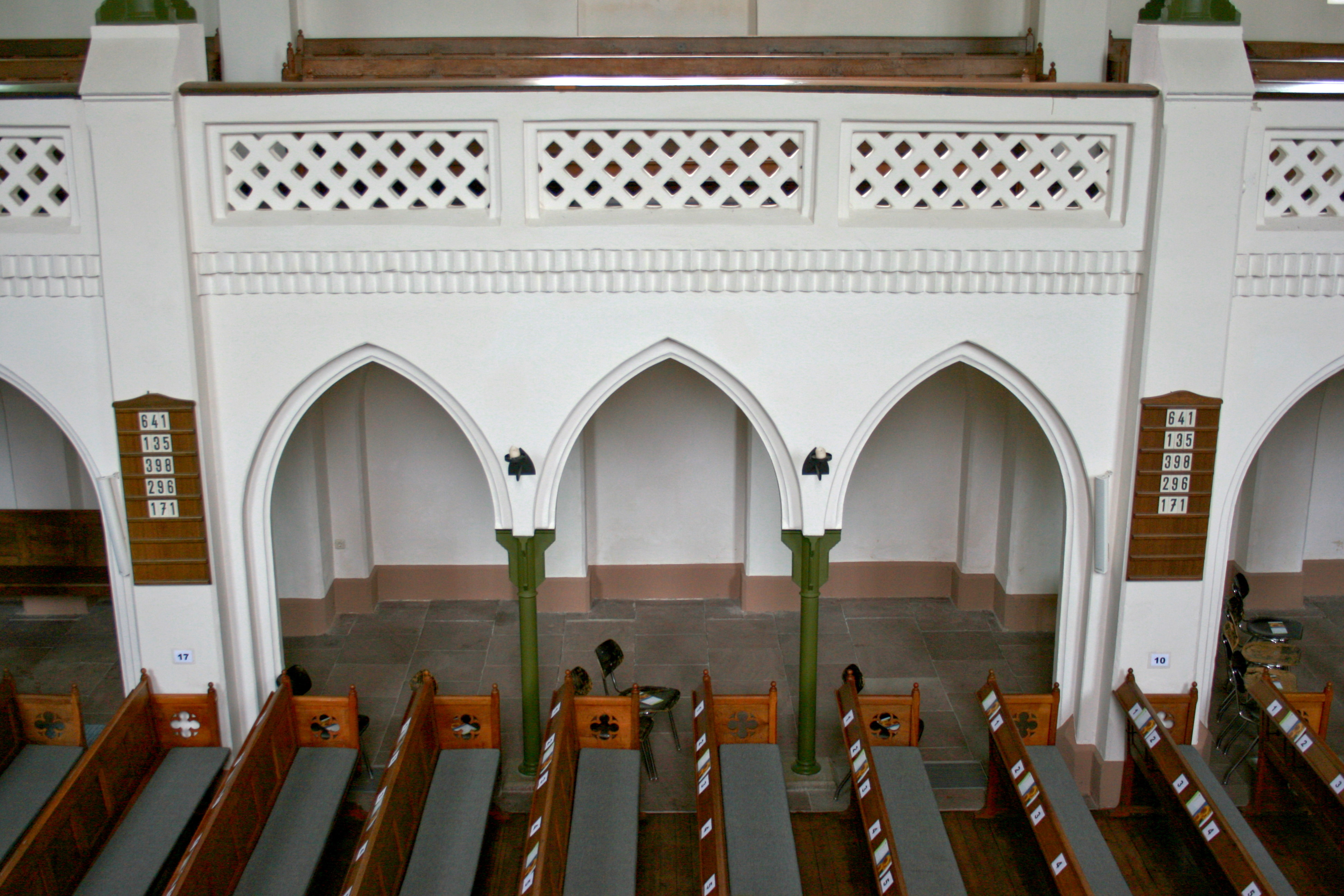
Von gusseisernen Säulen getragene Empore

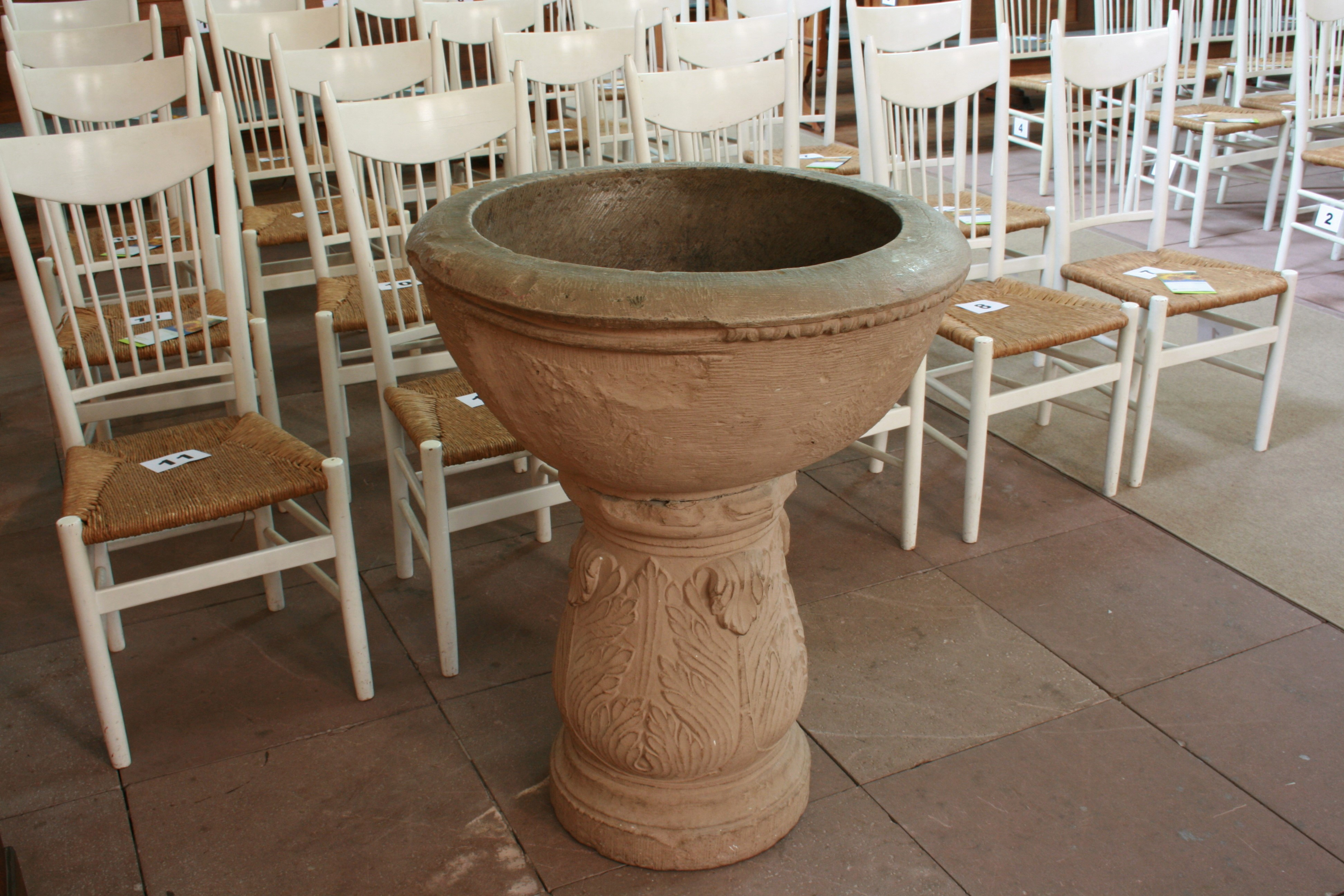
Taufstein

Die Stadtkirche gliedert sich in zwei Bauteile, den 1752 aus Feldsteinen errichteten geschlämmten Glockenturm im Westen und das neugotische Kirchenschiff von 1862 im Osten. Der fünfachsige unverputzte rote Backsteinbau des Schiffes weist Strebepfeiler und mehrbahnige Fester mit reichem Maßwerk auf. Im Osten wird der Bau von einem Stufengiebel bekrönt. An das Schiff schließt sich ein stark eingezogenes Altarhaus mit 5/8-Schluss an. Im verputzten Inneren des fast 50 m langen rechteckigen und ca. 800 Sitzplätze umfassenden Langhauses öffnet sich eine Halle, die an den Seiten von sehr schmalen Nebenräumen flankiert wird, die die Emporen aufnehmen. Diese ruhen auf schmalen Säulen. Die Emporenbrüstungen tragen große gusseiserne Säulen mit neugotischem Maßwerk, die die Netzgewölbe stützen. Der Architekt hat sich bei seinem Entwurf sehr stark an der 1830 fertiggestellten Friedrichswerderschen Kirche in Berlin von Karl Friedrich Schinkel orientiert und zahlreiche Details dieses Baues bei seiner Rotenburger Kirche verwandt, welches besonders bei Auf- und Grundriss deutlich wird. Gleichzeitig stimmt der Bau mit den wesentlichen Architekturleitlinien des sog. Eisenacher Regulativs überein.
Der Baumeister hat einen qualitätvollen Kirchenbau unter dem Einfluss der Schinkelschule geschaffen. Da der Kirchenbau zudem die damals wesentlichen aktuellen Anforderungen der evangelischen Landeskirchen an einen Sakralbau erfüllt, ist er ein typisches und gutes Beispiel für einen evangelischen Kirchenbau des 19. Jahrhunderts.

## Ausstattung
Die ursprüngliche Innenausstattung blieb in vielen Teilen erhalten.
- Der Altaraufbau, gestiftet vom Superintendenten Kersten und entworfen vom Kirchenarchitekten Klingenberg, ist in Form einer gotischen Fialarchitektur gestaltet, wie sie in vielen neugotischen Sakralbauten des 19. Jahrhunderts beliebt war. Er weist ein Bild mit der in evangelischen Kirchen häufig zu findenden Darstellung des gekreuzigten Christus auf. Das Bild stammt von dem Künstler W. Bergmann und ist die Kopie eines Bildes des hannoverschen Malers Oeltzen.
- Der Orgelprospekt von 1865 (das moderne Instrument schuf 1983 die Fa. Klais, Bonn) und das Gestühl der Erbauungszeit blieben in ihrer neugotischen Gestaltung unverändert.
- Die moderne Kanzel von 1962 ist 1986 durch eine neugotische aus einer Kirche in Papenburg (Emsland) ersetzt worden.
- Der schlichte Taufstein aus dem Jahre 1582 wurde aus Geldmangel von den früheren Kirchen übernommen, wobei der Sockel von 1862 stammt. Die Schale ist eine Stiftung des ersten evangelischen Bischofs von Verden, Eberhard von Holle, dessen Wappen auch auf der Innenseite zu sehen ist.
- Bemerkenswert sind die gusseisernen Säulen aus der Gießerei Varel (Oldenburg), die die Gewölbe und die Emporen tragen und zu den ältesten ihrer Art in Deutschland gehören. Hier wird das moderne Material Eisen offen ohne Verkleidung im Innenraum eines Sakralbaues gezeigt.
- In der Turmhalle schuf 1955 der bedeutende evangelische Kirchenmaler Rudolf Schäfer ein Gemälde als Teil einer Gefallenengedenkstätte.
- Der Messing-Leuchter unter der Empore entstammt ebenfalls einer Vorgängerkirche und wurde von dem schwedischen Oberst Luttermann 1649 gestiftet.
- Vier Glocken im Turm von 1955, 1955, 2006 sowie die Margarethenglocke von 1379. Als Schlagglocken fungieren die Marienglocke (15. Jahrhundert) und eine kleine Eisenglocke von 1951.

## Orgel

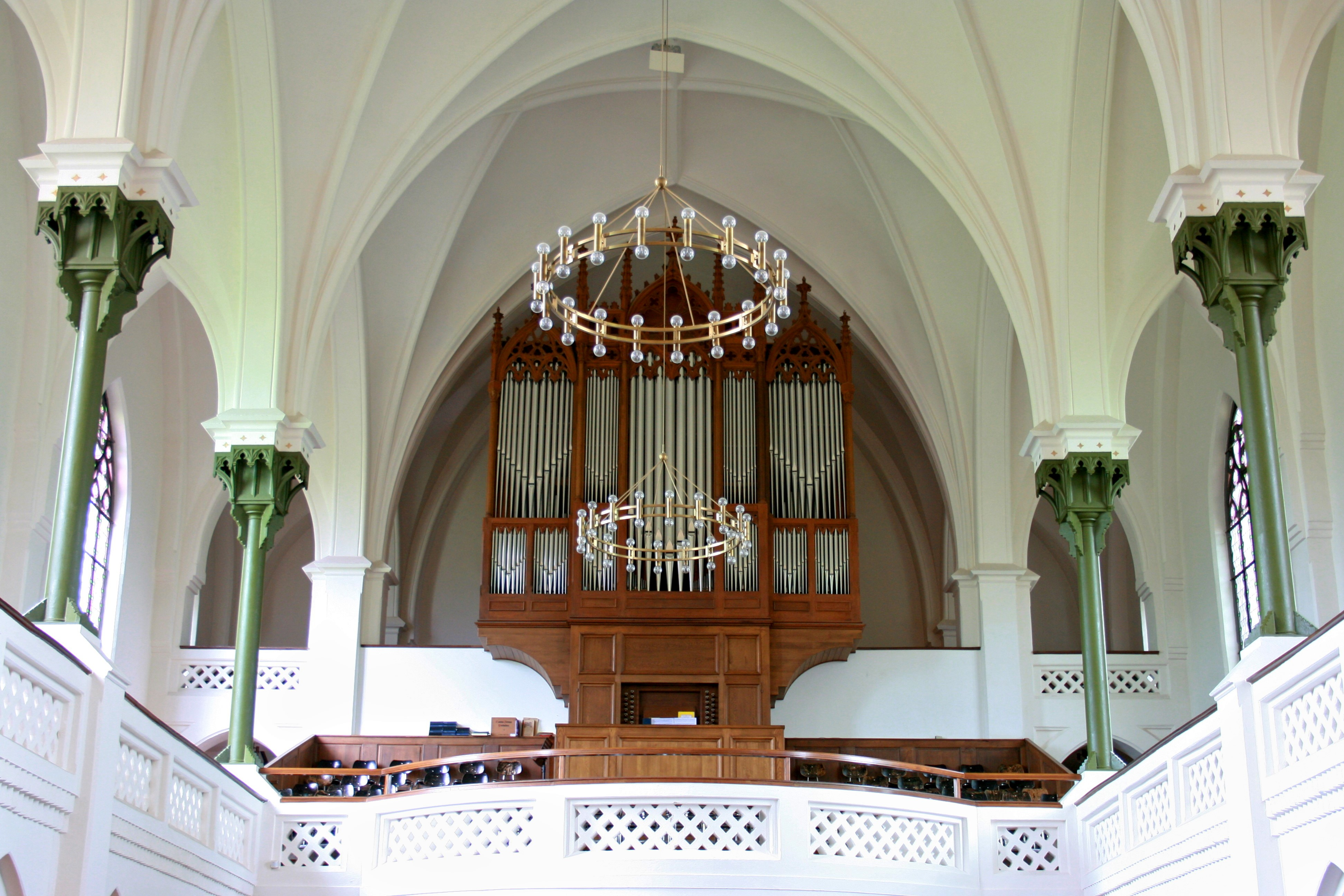
Orgel und gusseiserne Säulen

Die heutige Orgel wurde 1983 von der Orgelbaufirma Johannes Klais (Bonn) erbaut. Es befindet sich in dem historischen und denkmalgeschützten Orgelgehäuse, das 1865 von dem Rotenburger Tischler Ernst Rinck für die 1866 fertiggestellte Orgel der Orgelbaufirma Furtwängler und Hammer (Hannover) gefertigt wurde. Es besteht aus massivem Eichenholz. Das Orgelwerk umfasst 36 Register mit zwei Manualen und Pedal. Die Spiel- und Registertraktur sind mechanisch. Die elektronische Setzeranlage wirkt direkt auf die mechanischen Trakturen.
| I Hauptwerk C–g3 |            |     |
| 1.               | Bourdon    | 16′ |
| 2.               | Principal  | 8′  |
| 3.               | Gamba      | 8′  |
| 4.               | Gedackt    | 8′  |
| 5.               | Octave     | 4′  |
| 6.               | Rohrflöte  | 4′  |
| 7.               | Octave     | 2′  |
| 8.               | Waldflöte  | 2′  |
| 9.               | Cornet V   | 8′  |
| 10.              | Mixtur IV  |     |
| 11.              | Cymbel III |     |
| 12.              | Trompete   | 16′ |
| 13.              | Trompete   | 8′  |
| 14.              | Clairon    | 4′  |

| II Schwellwerk C–g3 |               |        |
| 15.                 | Salicional    | 8′     |
| 16.                 | Vox coelestis | 8′     |
| 17.                 | Quintade      | 8′     |
| 18.                 | Rohrflöte     | 8′     |
| 19.                 | Principal     | 4′     |
| 20.                 | Blockflöte    | 4′     |
| 21.                 | Nasard        | 2 ⁄3′  |
| 22.                 | Octavin       | 2′     |
| 23.                 | Terz          | 1 3⁄5′ |
| 24.                 | Sifflet       | 1′     |
| 25.                 | Scharff IV    |        |
| 26.                 | Dulzian       | 16′    |
| 27.                 | Hautbois      | 8′     |

| Pedal C–f1 |                 |     |
| 28.        | Principal       | 16′ |
| 29.        | Subbaß          | 16′ |
| 30.        | Oktave          | 8′  |
| 31.        | Gedackt         | 8′  |
| 32.        | Tenoroktave     | 4′  |
| 33.        | Rauschpfeife IV |     |
| 34.        | Posaune         | 16′ |
| 35.        | Trompete        | 8′  |
| 36.        | Klarine         | 4′  |

- Koppeln: II/I, I/P, II/P
- Spielhilfe: 640-fache elektronische Setzeranlage